# Iryanthera paraensis
Iryanthera paraensis är en tvåhjärtbladig växtart som beskrevs av Huber. Iryanthera paraensis ingår i släktet Iryanthera och familjen Myristicaceae. Inga underarter finns listade i Catalogue of Life.